# Number 17A
Number 17A é uma pintura expressionista abstrata, de autoria do pintor estadunidense Jackson Pollock, produzida em 1948.
A obra é feita com tinta a óleo gotejada sobre uma placa de fibra de madeira, posicionada horizontalmente. A técnica utilizada por Pollock requer do artista posicionar o suporte no chão e distribuir a tinta com movimentos no ar, usando pincéis e outras ferramentas, fazendo com que ela caia sobre o suporte e vá, assim, construindo a imagem.
Pintada um ano após o artista introduzir sua técnica de pintura por gotejamento, a obra foi também foi apresentada na edição de agosto de 1949 da revista Life, rendendo a Pollock o alavancamento ao status de celebridade.
Atualmente, a obra é propriedade do gestor de fundos de cobertura Kenneth C. Griffin, que adquiriu a obra do empresário estadunidense David Geffen, em setembro de 2015, por US$ 200 milhões, valor que, na época, foi considerado recorde. A pintura figura em 5º lugar na lista das pinturas mais caras da história.